# Tondo Doni
Tondo Doni, eller Den heliga familjen med den lille Johannes Döparen, är en temperamålning utförd av Michelangelo omkring 1506. Målningen, som mäter 120 cm i diameter, finns på Uffizierna i Florens. 
Tondo Doni framställer Heliga familjen (Jesusbarnet, Jungfru Maria och Josef) samt Johannes Döparen. Beställare var Agnolo Doni för att hugfästa minnet av hans bröllop med Maddalena Strozzi, dotter till en toskansk adelsman.